# Contea di Pratt
La contea di Pratt in inglese Pratt County è una contea dello Stato del Kansas, negli Stati Uniti. La popolazione al censimento del 2000 era di 9 647 abitanti. Il capoluogo di contea è Pratt